# Filip Faletar
Filip Faletar (* 2. April 1995 in Wien) ist ein kroatisch-österreichischer Fußballspieler.

## Karriere

### Verein
Faletar begann seine Karriere beim Post SV Wien. Danach spielte er für den SK Rapid Wien. 2009 wechselte er nach Spanien in die Akademie des FC Villarreal. Nachdem er Villarreal im Sommer 2014 verlassen hatte, ging er im Winter 2014/15 nach Kroatien zum Erstligisten RNK Split, wurde jedoch umgehend an den Zweitligisten NK Imotski verliehen. Im Sommer 2015 kehrte Faletar kurzzeitig zu Split zurück und gab am ersten Spieltag der Saison 2015/16 sein Debüt in der 1. HNL, als er im Spiel gegen den NK Lokomotiva Zagreb in den Schlussminuten eingewechselt wurde. Nach zwei Spielen für Split wurde er erneut für ein halbes Jahr an Imotski verliehen.
Im August 2016 wechselte er zu den Amateuren des FC Schalke 04.
Zur Saison 2018/19 kehrte er nach Österreich zurück, wo er sich dem Zweitligisten SC Wiener Neustadt anschloss. Nach dem Zwangsabstieg von Wiener Neustadt wechselte er zur Saison 2019/20 zum Zweitligisten SV Horn. Nach der Saison 2019/20 verließ er Horn. Nach einem halben Jahr ohne Verein wechselte er im Jänner 2021 zum fünftklassigen SC Wieselburg, für den er es bis Sommer 2024 auf 68 Ligaeinsätze brachte und dabei 15 Treffer beisteuerte. Seit der Saison 2024/25 tritt er für den SC Kirchberg/Pielach mit Spielbetrieb in der siebentklassigen 1. Klasse West/Mitte in Erscheinung.

### Nationalmannschaft
Faletar spielte 2010 zunächst für die österreichischen U-16-Junioren, ehe er sich zu einem Verbandswechsel entschloss und 2011 erstmals für eine kroatische Auswahl eingesetzt wurde. Bereits sein zweites Spiel für die kroatische U-17-Auswahl absolvierte er gegen Österreich. Im August 2014 spielte er erstmals für das kroatische U-21-Team, als er im Testspiel gegen Montenegro in der 81. Minute für Marko Bencun eingewechselt wurde.